# Демортье, Григорий Иванович
Григорий Иванович Демортье (ок. 1800 — после 1865) — русский военачальник, генерал-майор.

## Биография
Из французской дворянской семьи, эмигрировавшей из Франции после Великой французской революции и обосновавшейся в России. Семья Демортье, скорее всего, была бедной, так как военное образование он получил в так называемом Дворянском полку, где обучались, в основном, выходцы из малоимущего мелкопоместного дворянства. Качество образования в полку современники оценивали как неудовлетворительное, а царившие там порядки как жестокие.
Из Дворянского полка Демортье был выпущен прапорщиком в артиллерию в 1817 году. Для поступавших в полк дворян в 1816 году были установлены возрастные рамки (от 16 до 20 лет), однако до этого поступавшие в полк юноши могли быть и моложе. На основании этого можно предположить, что к моменту выпуска Демортье было около 18-20 лет (точная дата его рождения неизвестна).
Службу Демортье начал в Грузинской гренадерской артиллерийской бригаде. Оттуда, три года спустя, в 1820 году, был переведён подпоручиком в Учебный карабинерный полк, задачей которого была подготовка для пеших частей русской армии унтер-офицеров (то есть сержантского состава) и военных музыкантов (горнистов и флейтистов). Как и Дворянский полк, Учебный карабинерный полк представлял собой сугубо тыловую, военно-учебную воинскую часть, однако здесь Демортье находился уже в роли офицера, то есть, воспитателя.
В Учебном полку Демортье прослужил 11 лет, постепенно продвигаясь по службе. Только в 1831 году он был переведён майором в боевую часть: Карабинерный генерал-фельдмаршала князя Барклая-де-Толли полк. Однако, прослужив в полку недолго (около семи лет), был, в 1838 году, с чином подполковника, переведён в систему руководства военными поселениями. 6 февраля 1840 года вышел в отставку «за болезнью» полковником с мундиром и пенсией.
Однако, 25 апреля 1846 года, видимо, в связи с ухудшением материального положения, был вновь принят на службу в чине подполковника, и состоял по провиантскому департаменту Военного министерства. 6 декабря 1849 года вновь получил чин полковника и достиг должности заведующего Санкт-Петербургскими провиантскими магазинами (то есть центральными складами военного ведомства), на которой успешно решил свои материальные проблемы и приобрёл два дома в Санкт-Петербурге. 5 апреля 1857 года получил чин генерал-майора и окончательно вышел в отставку с мундиром и пенсией.
В браке (имя супруги неизвестно) имел дочь Марию, которую успешно выдал замуж за аристократа — князя Кориатовича-Курцевича.
Портрет генерала Демортье, выполненный художником Фёдором Михайловичем Славянским (1817—1876), одним из ключевых учеников А. Г. Венецианова, отличается высоким качеством исполнения и хранится в Государственном Русском музее в Санкт-Петербурге.
Похоронен генерал Демортье был на Смоленском православном кладбище Санкт-Петербурга.

## Награды
- Орден Святого Георгия 4-й степени за 25 лет выслуги в офицерских чинах (1849).
- Орден Святой Анны 2-й степени (1853).
- Корона к ордену Святой Анны 2-й степени (1856).
- Знак отличия беспорочной службы за XXX лет.
- Светло-бронзовая медаль «В память войны 1853—1856» на Андреевской ленте.